# Alchemilla croatica
Alchemilla croatica é uma espécie de rosácea do gênero Alchemilla, pertencente à família Rosaceae.